# Fédération d'Arabie du Sud
1962–1967
Entités précédentes :
- Fédération des émirats arabes du Sud
- Colonie d'Aden

Entités suivantes :
- République populaire du Yémen du Sud

Le 4 avril 1962, la fédération d'Arabie du Sud succéda à la fédération des émirats arabes du Sud mise sur pied le 11 février 1959 par six des 24 territoires (2 États, 2 émirats, 11 sultanats et 9 sheikhats) des protectorats occidental et oriental d'Aden, joints par trois autres en 1959-1960, et par deux nouveaux en 1962. Il s'agissait de la même entité qui n'avait fait que changer de nom, le drapeau étant d'ailleurs resté identique.
De 1963 à 1965, l'État d'Aden et plusieurs autres territoires des anciens protectorats rejoignirent la fédération, le reste prenant la dénomination de protectorat d'Arabie du Sud et tentant à un moment de créer une fédération distincte, l'État du Hadramaout, qui se serait ensuite fédérée avec l'Arabie saoudite, celle-ci souhaitant se doter d'une fenêtre sur l'océan Indien.

## Origine du projet
L'idée du pouvoir colonial britannique était, dès février 1954, de créer une entité politiquement et économiquement plus viable que la myriade de mini-États existants, sans pour autant mettre fin à l'existence de ceux-ci, puisque la présence britannique n'était liée qu'à des traités avec chacun d'entre eux. Mais le motif principal était de conserver le port et la base navale d'Aden dans le giron de l'Empire britannique, qui était déjà en train de perdre le contrôle du canal de Suez. Aden était une ville-colonie sans tradition de monarchie absolue, au contraire des entités du protectorat d'Aden, il s'agissait donc de noyer à terme dans un ensemble fédéral sous domination féodale les aspirations démocratiques de sa population, sensible à l'idéologie nationaliste arabe et anti-impérialiste de Nasser mais aussi, pour certains, au communisme révolutionnaire de type cubain. Il s'agissait aussi d'empêcher le Yémen d'annexer Aden et les mini-États environnants en cas de décolonisation forcée par l'Organisation des Nations unies.

## Institutions
Chaque État membre envoyait pour 5 ans 6 délégués au Conseil fédéral, faisant office de parlement, qui désignait ensuite six membres d'un Conseil suprême de la fédération, ou gouvernement fédéral. Une capitale fédérale devait être construite à al Ittihad (« l'Union »), à quelques kilomètres d'Aden. Seul Aden disposait d'un parlement élu, les autres entités étaient des monarchies absolues ou des États traditionnels.

## Fin de la fédération et de ses entités constitutives
En fin de compte, après une période de guérilla aidée par le Yémen du Nord et les forces armées égyptiennes et d'attentats terroristes tant antibritanniques qu'entre factions indépendantistes rivales de 1964 à 1967, le gouvernement travailliste britannique modifie radicalement la politique dite « à l'est de Suez », et décide de confier le gouvernement de la fédération à qui voudrait bien l'accepter. Les troupes britanniques se retirent et l'ensemble de l'ex protectorat d'Aden et de l'ex colonie d'Aden accède à l'indépendance le 30 novembre 1967 sous la forme d'une république populaire du Yémen du Sud où les États traditionnels sont dissous.
Deux autres fédérations similaires de monarchies précédemment sous protectorats britanniques, et mises sur pied pour le même type de motifs, poursuivent alors leur existence avec succès, les Émirats arabes unis et la Malaisie.

## États membres

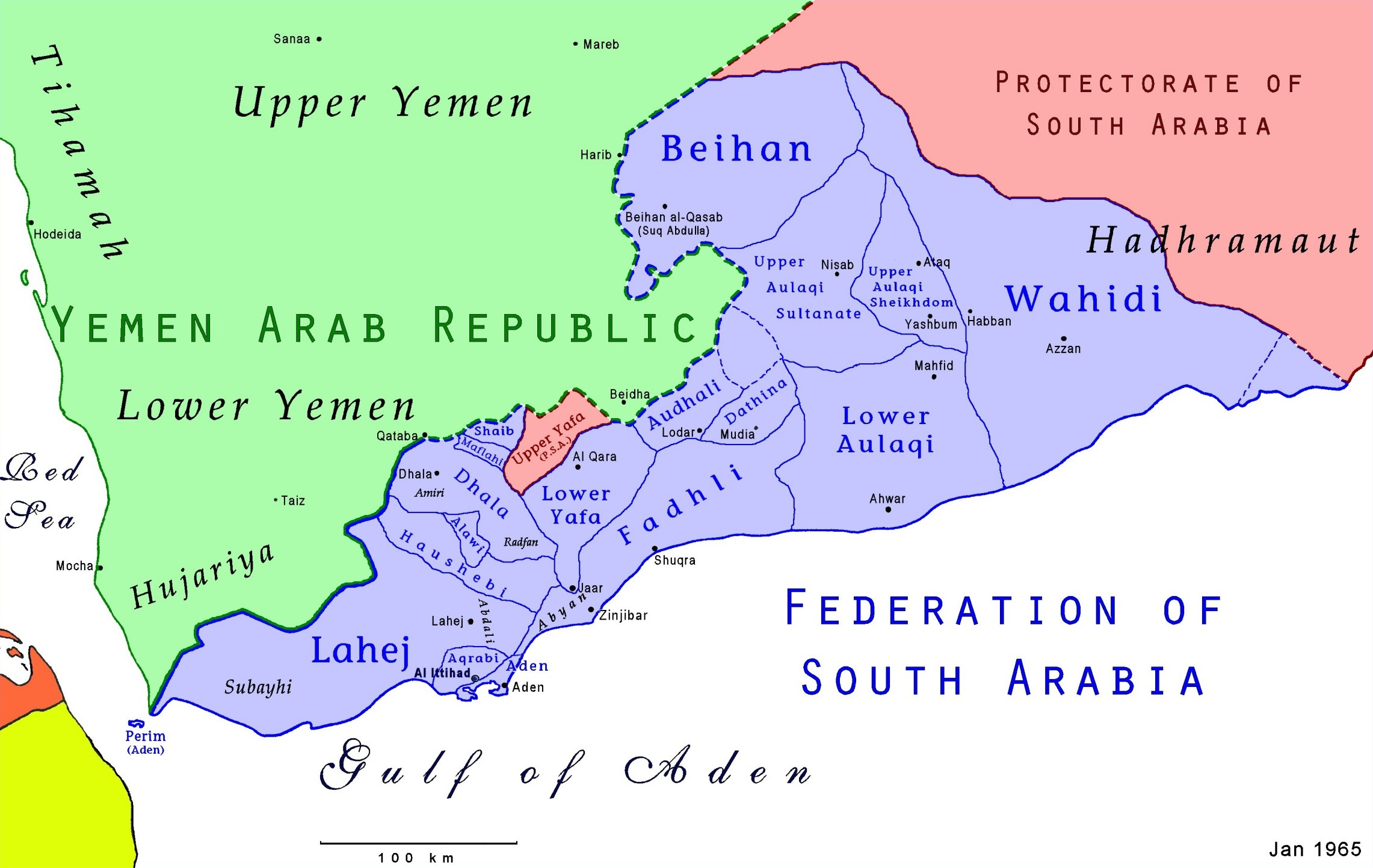
Carte de la fédération d'Arabie du Sud.

### États membres initiaux (1962)
Membres de la fédération des émirats arabes du Sud (1959-1962)
- Sultanat d'Audhali (en)
- Sultanat du Bas Aulaqi (en)
- Sultanat du Bas Yafa
- Émirat de Beihan
- Émirat de Dhala
- Sheikhat de Dathina (en)
- Sultanat de Fadhli (dont le souverain déclare, au Caire, le retrait de la fédération en juin 1964 mais est aussitôt déposé par son frère le 11 juillet à l'instigation des Britanniques)
- Sultanat de Lahij
- Sheikhat du Haut Aulaqi (en)

Nouveaux membres (1962)
- Sheikhat d'Aqrabi (en)
- Sultanat Wahidi (en) (dénomination avant 1962 : Sultanat Wahidi de Bal Haf et Azzan)
  - Sultanat Wahidi de Haban (vassal du sultanat Wahidi)

### États ayant rejoint la fédération ultérieurement (1963-1967)
- Aden (en) - 18 janvier 1963 (vote le 25 septembre 1962 au Conseil législatif [réf. souhaitée])
- Haushabi (en) - 30 mars 1963
- Sheikhat du Shaib - 30 mars 1963
- Sultanat du Haut Aulaqi (en) - juin 1964
- Sheikhat d'Alawi (en) - 1965
- Sheikhat du Maflahi (en) - 1965

## Sources
- (fr) Hélène et Pierre Willemart, Dossier du Moyen-Orient arabe, coll. « Marabout Université », Verviers, 1969
- (en) World Statesmen.org - States of the Aden Protectorates
- (en) « Federation of South Arabia (Yemen) », Flags of the World